# Шиммерова, Яна
Я́на Ши́ммерова (чеш. Jana Šimmerová; род. 15 октября 1984) — чешская кёрлингистка.
Играет в основном на позиции первого.
Начала заниматься кёрлингом в 1999, в возрасте 15 лет.

## Достижения
- Чемпионат Чехии по кёрлингу среди женщин: золото (2007, 2008), серебро (2006).
- Чемпионат Чехии по кёрлингу среди юниоров: золото (2001), серебро (2005).

## Команды
| Сезон                                          | Четвёртый          | Третий            | Второй            | Первый           | Запасной            | Тренер           | Турниры              |
| ---------------------------------------------- | ------------------ | ----------------- | ----------------- | ---------------- | ------------------- | ---------------- | -------------------- |
| 2000—01                                        | Ленка Даниелисова  | Jana Jelínková    | Гана Синачкова    | Яна Шиммерова    | Ленка Кучерова      |                  | ЧЧЮ 2001             |
| 2001—02                                        | Гана Синачкова     | Ленка Даниелисова | Ленка Кучерова    | Jana Jelínková   | Яна Шиммерова       |                  | ЧМЮ-Б 2002 (4 место) |
| 2001—02                                        | Ленка Даниелисова  | Каролина Пиларова | Jana Bělohlávková | Яна Шиммерова    | Ленка Кучерова      |                  | ЧЧЮ 2002 (4 место)   |
| 2004—05                                        | Ленка Черновска    | Михала Соуградова | Яна Шиммерова     | Iveta Janatová   | Beatrice Jahodová   |                  | ЧЧЮ 2005             |
| 2005—06                                        | Катержина Урбанова | Ленка Черновска   | Яна Шиммерова     | Dana Chabičovská | Зузана Гайкова      |                  | ЧЧЖ 2006             |
| 2006—07                                        | Катержина Урбанова | Ленка Черновска   | Яна Шафарикова    | Dana Chabičovská | Яна Шиммерова       |                  | ЧЧЖ 2007             |
| 2007—08                                        | Катержина Урбанова | Ленка Черновска   | Яна Шафарикова    | Сара Ягодова     | Яна Шиммерова       | Vlastimil Vojtus | ЧМ 2008 (12 место)   |
| 2007—08                                        | Катержина Урбанова | Ленка Черновска   | Яна Шафарикова    | Яна Шиммерова    | Dana Chabičovská    | Vlastimil Vojtus | ЧЧЖ 2008             |
| 2008—09                                        | Катержина Урбанова | Ленка Черновска   | Яна Шафарикова    | Яна Шиммерова    | Зузана Гайкова (ЧЕ) | Edward Dezura    | ЧЕ 2008 (10 место)   |
| Кёрлинг среди смешанных команд (mixed curling) |                    |                   |                   |                  |                     |                  |                      |
| 2005—06                                        | Vladimír Černovský | Dana Chabičovská  | Petr König        | Яна Шиммерова    |                     |                  | ЧЧСК 2007 (9 место)  |

(скипы выделены полужирным шрифтом)